# Allariz (kommunhuvudort)
Allariz är en kommunhuvudort i Spanien.   Den ligger i provinsen Provincia de Ourense och regionen Galicien, i den nordvästra delen av landet, 400 km nordväst om huvudstaden Madrid. Allariz ligger 467 meter över havet och antalet invånare är 5 392.
Terrängen runt Allariz är huvudsakligen kuperad, men åt sydost är den platt. Runt Allariz är det ganska glesbefolkat, med 30 invånare per kvadratkilometer. Närmaste större samhälle är Ourense, 17,0 km norr om Allariz. I omgivningarna runt Allariz växer i huvudsak blandskog.